# 亚历山大·科兹利纳
亚历山大·科兹利纳（1938年12月20日—2013年4月10日），克罗地亚男子足球运动员，司职中场。他曾代表南斯拉夫国奥队参加1960年夏季奥林匹克运动会足球比赛，获得一枚金牌。